# Abū Yazīd
Abu Yazid Majlad ibn Kaydâd (* 873-19 de agosto de 947) fue un bereber zenata de la tribu de los Banū Ifrēn. Siguió el dogma del jariyismo y se convirtió en el jefe de la mayor rebelión contra los fatimíes a mediados del siglo x, ocurrida en Ifriqiya de 944 a 947. Los rebeldes llegaron a hacerse con el control de Kairuán, pero fueron finalmente derrotados por el califa fatimí al-Mansur.
El padre de Abū Yazīd, llamado Kayrād, fue un comerciante nacido en Qastilia y criado en Tozeur. En su juventud, Abū Yazīd eligió la rama Nakkariyyah del jariyismo sufrí. Para mejorar su formación viajó a Tahert, la capital rustamí y centro principal del jariyismo ibadí en el Magreb de la época.
En 909 los fatimíes, pertenecientes a la rama ismailita del islam chií conquistaron el territorio rustamí y poco después el Estado sufrí de Sijilmasa, al oeste. Abū Yazīd viajó a Tiqyus y participó en la resistencia contra los fatimíes desde el año 928. Cuando al-Mahdi murió en 944, Abū Yazīd encabezó una rebelión en las montañas Aurés y se proclamó Shayj al-Mu'minīn («el mayor entre los creyentes»). Buscó la ayuda de los omeyas de al-Ándalus que, no obstante, tardaron demasiado el prestarle ayuda: cuando la flota omeya llegó en su socorro en el 947, ya había sido derrotado por los fatimíes. Se le conocía como «el Hombre del Asno», por su montura, símbolo de humildad. Partidario de la igualdad entre bereberes y árabes, de poder derrocar a los gobernantes injustos y que el imán fuese el más piadoso de los musulmanes incluso si este no pertenecía a la familia del profeta Mahoma, logró con sus tropas tomar Kairuán, donde acuñó moneda. Obtuvo el apoyo de los círculos malikíes de la ciudad que, a pesar de no compartir su doctrina, lo preferían a los fatimíes. Fracasó, sin embargo, en sus intentos de tomar la capital fortificada de Mahdia y Susa.
Dirigió una serie de campañas contra los fatimíes coronadas por el éxito, pero no pudo tomar la capital enemiga. Su movimiento fue decayendo tras el fracaso del cerco de Mahdia. El califa al-Qa'im falleció durante el asedio al que Abu Yazid sometía a Susa y fue sucedido por su hijo, al-Mansur. Este rompió el cerco de Susa e infligió una serie de derrotas que empujaron a los rebeldes de vuelta a las montañas Aurés en el 946. La derrota final de Abu Yazid se produjo en 947, en las montañas Kiyana, cerca de donde después se levantaría al-Qal'a de Beni Hammad.
Los fatimíes lo presentaron como el diablo opuesto al mesías, tratando de utilizar propagandísticamente su derrota a manos del nuevo califa, que se identificaba con el esperado Mahdi. Herido, fue capturado por las tropas fatimíes, que lo encerraron en una jaula. Siguió denunciando a los fatimíes como tiranos y defendiendo el jariyismo; cuatro días más tarde de su captura, fue ajusticiado y desollado. Para escarnio de su figura, su pellejo fue rellenado y paseado a lomos de un camello, mientras unos monos amaestrados lo golpeaban y le tiraban de la barba.